# Alexander von Falkenhausen
Alexander Ernst Alfred Hermann Freiherr von Falkenhausen (Blumenthal, 29 de outubro de 1878 – Nassau, 31 de julho de 1966) foi um general alemão e conselheiro militar de Chiang Kai-shek. Ele foi uma figura importante durante a cooperação sino-alemã para reformar o exército chinês. Em 1938, a Alemanha encerrou o seu apoio à China sob pressão do Japão e Falkenhausen foi forçado a regressar para a casa. De volta à Europa, mais tarde tornou-se chefe do governo militar da Bélgica de 1940 a 1944 durante a ocupação alemã.

## Juventude e carreira militar
Alexander von Falkenhausen nasceu em Blumenthal, perto de Neisse (atual Nysa, na Polônia) na província prussiana da Silésia, um dos sete filhos do Barão Alexander von Falkenhausen (1844–1909) e sua esposa, Elisabeth. Ele frequentou um ginásio em Breslau (atual Wrocław, na Polônia) e depois a escola de cadetes em Wahlstatt (atual Legnickie Pole, na Polônia). Na sua juventude, Falkenhausen demonstrou interesse pela Ásia Oriental e pelas suas sociedades. Ele viajou e estudou no Japão, norte da China, Coréia e Indochina de 1909 a 1911.
Em 1897 foi comissionado como segundo-tenente no 91º Regimento de Infantaria de Oldenburg do Exército Imperial Alemão, participando na repressão à Rebelião dos Boxers, e serviu como adido militar no Japão de 1900 até a Primeira Guerra Mundial. Ele recebeu o prestigiado prêmio Pour le Mérite enquanto servia no Exército Otomano na Palestina. Após a guerra, permaneceu no Reichswehr (Exército Alemão) e em 1927 foi nomeado chefe da Escola de Infantaria de Dresden.

## Conselheiro de Chiang Kai-shek

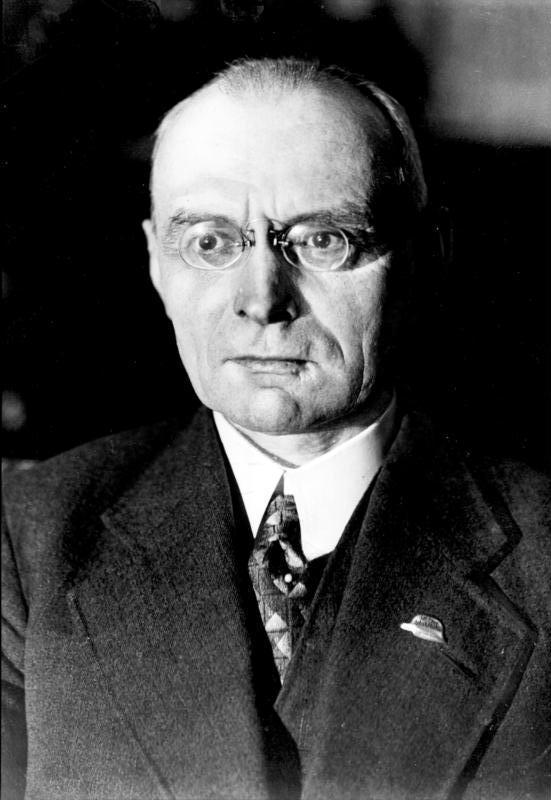
Falkenhausen em 1933.

Em 1930, Falkenhausen aposentou-se do serviço militar e em 1934 foi para a China para servir como conselheiro militar de Chiang Kai-shek, como parte da cooperação sino-alemã para reformar o exército chinês. Durante a reforma, von Falkenhausen foi responsável pela maior parte do treinamento militar. Os planos originais de von Seeckt previam uma redução drástica do exército para 60 divisões de elite inspiradas na Wehrmacht, mas questões sobre quais facções seriam eliminadas permaneceram um problema.
Cerca de 80 mil soldados chineses, em oito divisões, foram treinados e formaram a elite do exército de Chiang. No entanto, a China não estava pronta para enfrentar o Japão em igualdade de condições, e a decisão de Chiang de colocar todas as suas novas divisões na Batalha de Xangai, apesar das objeções de seus oficiais de estado-maior e de von Falkenhausen, custaria-lhe um terço de suas melhores tropas. Chiang mudou sua estratégia para preservar a força para a eventual guerra civil.
Von Falkenhausen recomendou que Chiang travasse uma guerra de desgaste, pois Falkenhausen calculou que o Japão não poderia vencer uma guerra de longo prazo. Ele sugeriu que Chiang deveria manter a linha do Rio Amarelo e não atacar até mais tarde na guerra. Além disso, Chiang deveria desistir de uma série de províncias no norte da China, incluindo Shandong. Ele também recomendou a construção de uma série de fortificações em locais estrategicamente importantes para retardar o avanço japonês. Falkenhausen também aconselhou os chineses a estabelecerem uma série de operações de guerrilha atrás das linhas japonesas.
Em 1937, a Alemanha nazista aliou-se ao Império do Japão, o qual com a República da China travava a Segunda Guerra Sino-Japonesa. Como gesto de boa vontade para com o Japão, a Alemanha reconheceu o Estado-fantoche japonês de Manchukuo, retirou o apoio alemão à China e forçou Falkenhausen a demitir-se, ameaçando punir a sua família na Alemanha por deslealdade. Depois de um jantar de despedida com a família de Chiang Kai-shek, Falkenhausen prometeu que nunca revelaria aos japoneses nenhum dos planos de batalha que havia elaborado.
De acordo com algumas fontes (especialmente das chinesas comunistas no final da década de 1930), Falkenhausen manteve contato com Chiang Kai-shek e ocasionalmente enviava itens de luxo europeus e alimentos para ele, a família de Chiang e seus oficiais. Em seu 72º aniversário em 1950, Falkenhausen recebeu um cheque de US$ 12.000 de Chiang Kai-shek como presente de aniversário e uma nota pessoal declarando-o um "Amigo da China".
No 80º aniversário de Falkenhausen em 1958, Wang Xiaoxi, o embaixador nacionalista chinês na Bélgica, concedeu-lhe o Grande Cordão da Ordem do Trípode Sagrado pelas suas contribuições na defesa da China.

## Governador militar da Bélgica
Chamado de volta ao serviço ativo em 1938, Falkenhausen serviu como general de infantaria na Frente Ocidental, até ser nomeado governador militar da Bélgica em maio de 1940, o mesmo cargo que seu tio Ludwig von Falkenhausen ocupou 23 anos antes, durante a Primeira Guerra Mundial. Ao longo do seu período de administração, Falkenhausen cooperou com Eggert Reeder e com o Dr. Werner Best, para tentar aplicar as regras da Convenção de Haia na sua região, muitas vezes contra os desejos e instruções dos seus superiores da Wehrmacht e da SS.
Embora se opusesse ao extremismo nazi em relação à população judaica, cedeu à pressão do RSHA de Reinhard Heydrich, levando, em junho de 1942, à deportação de 28.900 judeus. O seu vice para os assuntos económicos, Eggert Reeder, foi responsável pela destruição da "influência judaica" na economia belga, levando ao desemprego em massa dos trabalhadores judeus, especialmente no negócio dos diamantes. Embora a implementação da política económica tenha levado ao desemprego em massa dos trabalhadores judeus belgas, os esforços de Reeder preservaram as estruturas administrativas nacionais existentes e as relações comerciais na Bélgica e no norte de França durante a ocupação alemã. 2.250 destes judeus belgas desempregados foram enviados para campos de trabalhos forçados no norte da França, a fim de construir o Muro do Atlântico para a Organização Todt.
Para garantir que todo o povo belga cooperasse na ocupação alemã, Reeder negociou um acordo para permitir que os judeus belgas nativos permanecessem na Bélgica. Parte disso foi a não-aplicação da ordem do Gabinete Central de Segurança do Reich para que todos os judeus fossem marcados com o uso de uma Estrela de David amarela em todos os momentos, até a conferência de Helmut Knochen em Paris, em 14 de março de 1942.
Ele interveio duas vezes para impedir a execução de belgas por resistência contra os alemães, a pedido de Qian Xiuling, uma mulher sino-belga cujo primo mais velho, o Tenente-General Qian Zhuolun, foi um bom amigo de Falkenhausen durante sua estada na China. No julgamento pós-guerra Qian Xiuling falou em sua defesa, dizendo: "Nada do que fiz poderia ter sido realizado sem a ajuda do General von Falkenhausen. Mesmo que ele não mereça um prêmio, também não deveria ser levado a julgamento, definitivamente não."

## Conspiração de 20 de Julho
Falkenhausen era amigo íntimo dos conspiradores anti-Hitler, Carl Friedrich Goerdeler e do Marechal Erwin von Witzleben, e logo passou a detestar Adolf Hitler e o regime nazista. Ele ofereceu seu apoio a Witzleben para um golpe-de-estado planejado contra Hitler, mas não participou do golpe. Após o fracasso da conspiração de 20 de julho para matar Hitler em 1944, Falkenhausen foi destituído do comando e posteriormente preso. Falkenhausen passou o resto da guerra sendo transferido de um campo de concentração para outro. No final de abril de 1945, ele foi transferido para o Tirol com cerca de 140 outros presos proeminentes do campo de concentração de Dachau.
As SS fugiram, deixando os prisioneiros para trás e ele foi capturado pelo Quinto Exército americano em 5 de maio de 1945.

## Julgamento e perdão

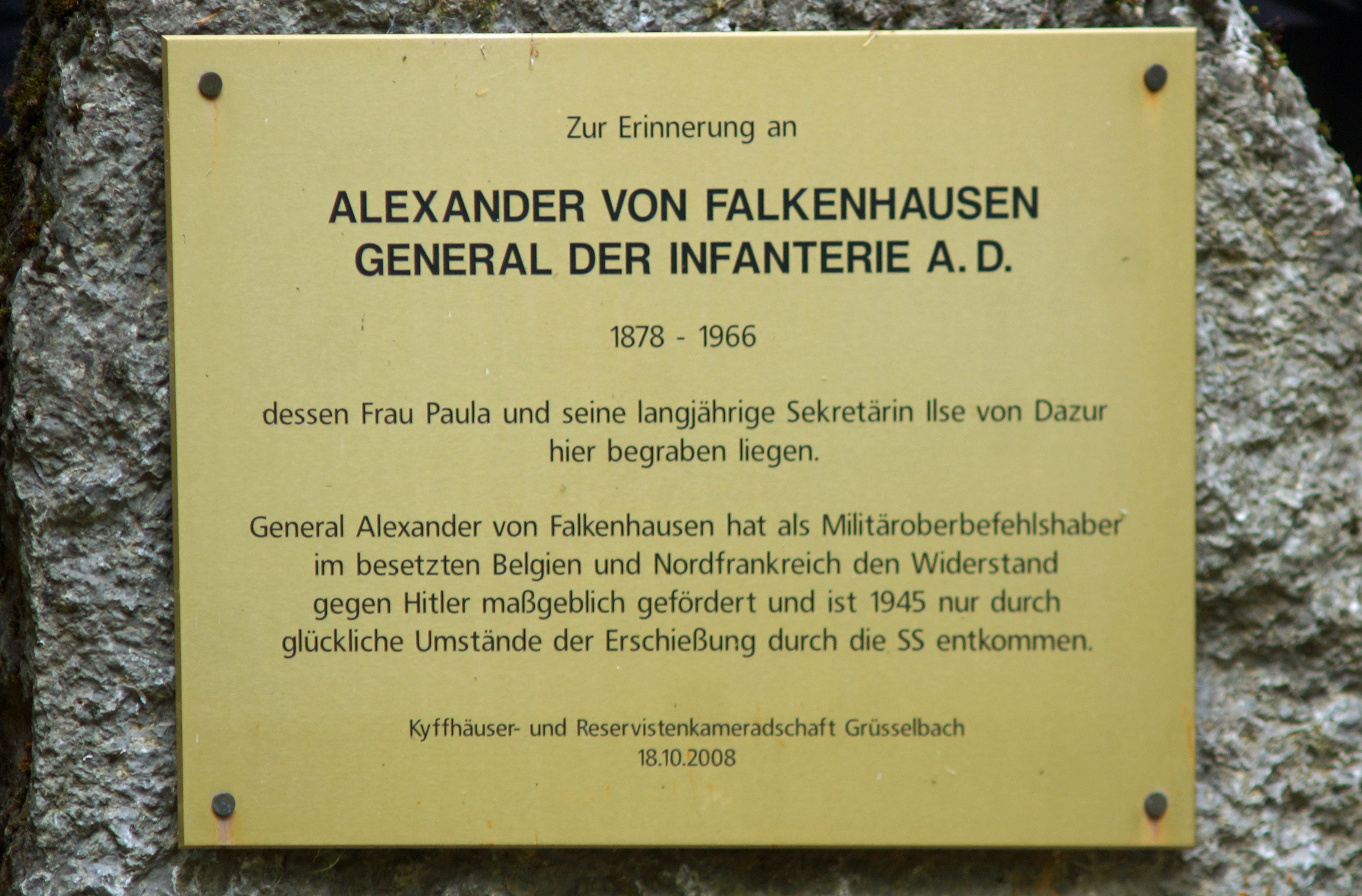
Placa memorial de Alexander von Falkenhausen no cemitério florestal perto de Grüsselbach.

Falkenhausen e Reeder foram enviados à Bélgica para julgamento em 1948, onde foram mantidos em prisão preventiva por três anos. Um julgamento pelo seu papel na deportação de judeus da Bélgica, mas não pelas suas mortes em Auschwitz, começou em Bruxelas em 9 de Março de 1951 e foram defendidos pelo advogado Ernst Achenbach.
Durante o julgamento, Falkenhausen foi atestado por Qian Xiuling, pelo ex-primeiro-ministro francês Léon Blum e por vários judeus belgas, que deram provas de que Falkenhausen e Reeder tentaram salvar vidas belgas e judaicas. No entanto, em 9 de julho de 1951, foram condenados e sentenciados a doze anos de trabalhos forçados na Alemanha. Ao regressarem à Alemanha Ocidental, três semanas após o final do julgamento, tendo cumprido um terço da pena, conforme exigido pela lei belga, foram perdoados pelo Chanceler Konrad Adenauer.

## Vida tardia
Ao retornar à Alemanha, ele primeiro morou perto da então fronteira interna da Alemanha, na propriedade de seu amigo Franz von Papen e depois, temendo sequestro por agentes da Alemanha Oriental, mudou-se para Nassau an der Lahn.
Em 1950, Falkenhausen ficou viúvo; em 1960 ele se casou com sua segunda esposa, Cécile Vent (1906–1977), que havia sido uma combatente da resistência belga. Ele a conheceu durante sua prisão em 1948, quando Vent era membro da comissão administrativa das prisões de Verviers.

## Datas de promoção
- Sekondeleutnant, março de 1897
- Leutnant, janeiro de 1899
- Hauptmann, março de 1910
- Major, março de 1915
- Tenente-Coronel, Exército Otomano, junho de 1916
- Oberstleutnant, Exército Imperial Alemão, dezembro de 1920
- Oberst, abril de 1924
- Generalmajor, abril de 1928
- Generalleutnant, outubro de 1929
- General der Infanterie, setembro de 1940

## Condecorações e prêmios
- Pour le Mérite (Prússia) 7 de maio de 1918
- Ordem da Coroa, 4ª classe com Espadas (Prússia)
- Cruz de Cavaleiro da Ordem Friedrich, 2ª classe com Espadas (Württemberg)
- Cruz de Ferro de 1914, 1ª e 2ª classes
- Cruz de Cavaleiro da Ordem da Casa Real de Hohenzollern com Espadas
- Cavaleiro de Honra da Ordem de São João (Bailiado de Brandemburgo)
- Prêmio de Serviço (Prússia)
- Ordem do Mérito Militar, 3ª classe com Espadas (Baviera)
- Cruz de Cavaleiro da Ordem da Coroa com Espadas (Württemberg)
- Cruz de Cavaleiro Honorário, Primeira Classe da Casa e Ordem do Mérito de Pedro Frederico Luís com espadas e louro (Oldenburg)
- Friedrich August Cross, 1ª e 2ª classes (Oldenburg)
- Medalha de Bravura (Hesse)
- Cruz Hanseática (Hamburgo)
- Ordem da Coroa de Ferro, 3ª classe com Condecoração de Guerra (Áustria)
- Cruz de Mérito Militar, 3ª classe com Condecoração de Guerra (Áustria-Hungria)
- Ordem de Osmanieh, 3ª classe com sabre (Império Otomano)
- Ordem dos Medjidie, 2ª classe com espadas (Império Otomano)
- Medalha Imtiyaz em Prata com Sabres (Império Otomano)
- Medalha Liakat em Ouro com Sabre (Império Otomano)
- Estrela de Galípoli ("Crescente de Ferro", Império Otomano)
- Medalha Militar de Longo Serviço
- Cruz de Mérito de Guerra, 1ª e 2ª classes com Espadas (1939)
- Cruz Germânica em Prata (20 de abril de 1943)
- Ordem do Trípode Sagrado, Grande Cordão Especial (China) em 28 de novembro de 1958